# De Lá até Aqui
De Lá até Aqui é o terceiro álbum de estúdio da banda de ska e rock Móveis Coloniais de Acaju, lançado em 12 de agosto de 2013 em formato físico pela gravadora Som Livre. A banda brasiliense revelou que o álbum está "mais rock do que nunca, com referências que vão da soul music até baladas beatlemaníacas, passando pelo disco dos anos 70".

## Faixas
| Edição padrão  |                          |         |  |
| N.º            | Título                   | Duração |  |
| 1.             | "Sede de Chuva"          | 3:36    |  |
| 2.             | "Vejo em Teu Olhar"      | 4:20    |  |
| 3.             | "Sem Fim"                | 3:30    |  |
| 4.             | "Longe É um Lugar"       | 3:03    |  |
| 5.             | "Saionara"               | 3:40    |  |
| 6.             | "Amanhã Acorda Cedo"     | 4:46    |  |
| 7.             | "Beijo Seu"              | 5:13    |  |
| 8.             | "Amor É Tradução"        | 4:31    |  |
| 9.             | "Melodrama"              | 3:27    |  |
| 10.            | "De Lá até Aqui"         | 4:02    |  |
| 11.            | "Nova Suingueira"        | 2:53    |  |
| 12.            | "Oi do Mal Irremediável" | 4:04    |  |
| 13.            | "Não Chora"              | 4:53    |  |
| 14.            | "Campo de Batalha"       | 4:17    |  |
| Duração total: | Duração total:           | 56:19   |  |